# Storfläckstetra
Storfläckstetra (Exodon paradoxus) är en fiskart som beskrevs av Müller och Troschel, 1844. Storfläckstetra ingår i släktet Exodon och familjen Characidae. Inga underarter finns listade i Catalogue of Life.